# جایزه حلقه منتقدان فیلم نیویورک برای بهترین کارگردانی

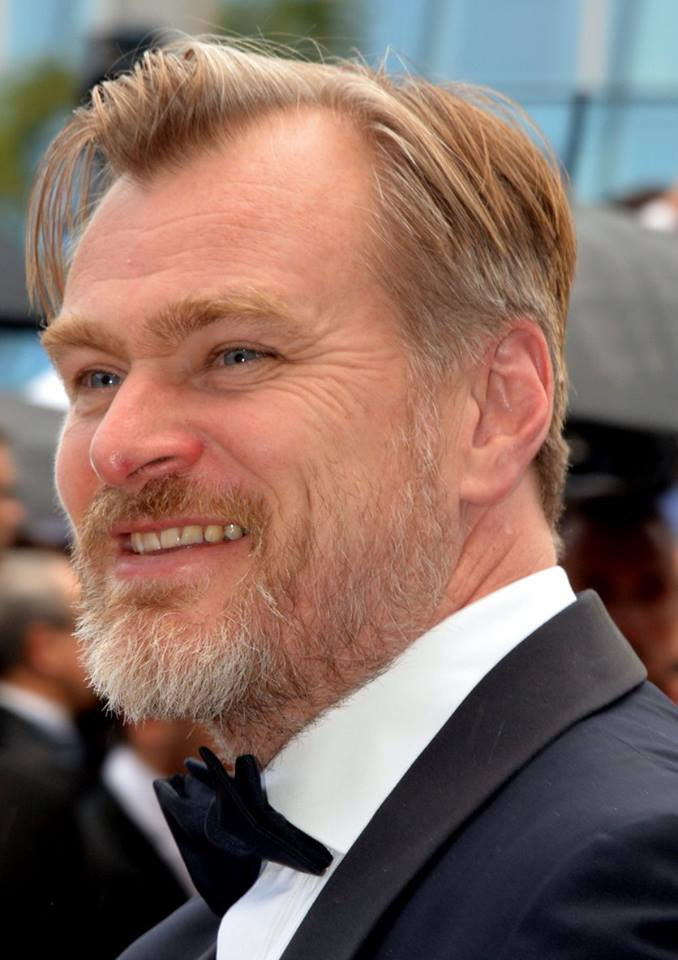
کریستوفر نولان از برندگان این جایزه

جایزه حلقه منتقدان فیلم نیویورک برای بهترین کارگردانی (انگلیسی: New York Film Critics Circle Award for Best Director) جایزه‌ای است که «حلقه منتقدان فیلم نیویورک»، از سال ۱۹۳۵ میلادی، به بهترین فیلمساز اهدا می‌نمایند. اولین برندهٔ این جایزه، «جان فورد» بابت کارگردانیِ فیلم «خبرچین» بود.
در سه دههٔ پیشین (دههٔ ۷۰، ۸۰ و ۹۰ میلادی)، انتخاب «حلقه منتقدان فیلم نیویورک» با انتخاب داورانِ جایزه اسکار، به ندرت یکسان بوده‌است. در واقع، از سال ۱۹۷۰ میلادی تا ۱۹۹۹ میلادی فقط دو مرتبه، انتخاب این دو مشابه بوده‌است: در سال ۱۹۷۷ میلادی، وودی آلن برای آنی هال و در سال ۱۹۹۱ میلادی، جاناتان دمی برای سکوت بره‌ها، برندهٔ هر دو جایزه شدند.
از سال ۲۰۰۰ تا ۲۰۰۹ میلادی، در ۶ مورد، این انتخاب، مشابه بوده‌است.

## برندگان جایزه
برندگان جایزه اسکار همان سال با علامت ستاره (*) مشخص شده‌اند:

### دههٔ ۱۹۳۰
| سال  | برنده          | فیلم              |
| ---- | -------------- | ----------------- |
| ۱۹۳۵ | جان فورد *     | خبرچین            |
| ۱۹۳۶ | روبن مامولیان  | The Gay Desperado |
| ۱۹۳۷ | گرگوری لا کاوا | در صحنه           |
| ۱۹۳۸ | آلفرد هیچکاک   | خانم ناپدید می‌شود |
| ۱۹۳۹ | جان فورد       | دلیجان            |

### دههٔ ۱۹۴۰
| سال  | برنده          | فیلم                      |
| ---- | -------------- | ------------------------- |
| 1940 | جان فورد *     | خوشه‌های خشم               |
| 1940 | جان فورد *     | سفر دریایی طولانی به خانه |
| ۱۹۴۱ | جان فورد *     | دره من چه سرسبز بود       |
| ۱۹۴۲ | جان فارو       | جزیره ویک                 |
| ۱۹۴۳ | جرج استیونس    | هرچه بیشتر، خوشحال‌تر      |
| ۱۹۴۴ | لئو مک‌کری *    | به راه خود می‌روم          |
| ۱۹۴۵ | بیلی وایلدر *  | تعطیلی ازدست‌رفته          |
| ۱۹۴۶ | ویلیام وایلر * | بهترین سال‌های زندگی ما    |
| 1947 | الیا کازان     | بومرنگ                    |
| 1947 | الیا کازان     | قرارداد شرافتمندانه *     |
| ۱۹۴۸ | جان هیوستون *  | گنج‌های سیرا مادره         |
| ۱۹۴۹ | کارول رید      | بت سقوط کرده              |

### دههٔ ۱۹۵۰
| سال  | برنده               | فیلم               |
| ---- | ------------------- | ------------------ |
| ۱۹۵۰ | جوزف ال. منکیه‌ویچ * | همه چیز درباره ایو |
| ۱۹۵۱ | الیا کازان          | اتوبوسی به نام هوس |
| ۱۹۵۲ | فرد زینمان          | نیمروز             |
| ۱۹۵۳ | فرد زینمان *        | از اینجا تا ابدیت  |
| ۱۹۵۴ | الیا کازان *        | در بارانداز        |
| ۱۹۵۵ | دیوید لین           | فصل تابستان        |
| ۱۹۵۶ | جان هیوستون         | موبی‌دیک            |
| ۱۹۵۷ | دیوید لین *         | پل رودخانه کوای    |
| ۱۹۵۸ | استنلی کریمر        | ستیزه‌جویان         |
| ۱۹۵۹ | فرد زینمان          | داستان راهبه       |

### دههٔ ۱۹۶۰
| سال  | برنده                                    | فیلم                                     |
| ---- | ---------------------------------------- | ---------------------------------------- |
| ۱۹۶۰ | جک کاردیف                                | پسران و عشاق                             |
| ۱۹۶۰ | بیلی وایلدر *                            | آپارتمان                                 |
| ۱۹۶۱ | رابرت راسن                               | بیلیاردباز                               |
| ۱۹۶۲ | جایزه‌ای اهدا نشد. (اعتصاب روزنامه‌نگاران) | جایزه‌ای اهدا نشد. (اعتصاب روزنامه‌نگاران) |
| ۱۹۶۳ | تونی ریچاردسون *                         | تام جونز                                 |
| ۱۹۶۴ | استنلی کوبریک                            | دکتر استرنجلاو                           |
| ۱۹۶۵ | جان شلزینجر                              | عزیز                                     |
| ۱۹۶۶ | فرد زینمان *                             | مردی برای تمام فصول                      |
| ۱۹۶۷ | مایک نیکولز *                            | فارغ‌التحصیل                              |
| ۱۹۶۸ | پل نیومن                                 | راشل، راشل                               |
| ۱۹۶۹ | کوستا گاوراس                             | زد                                       |

### دههٔ ۱۹۷۰
| سال  | برنده          | فیلم                 |
| ---- | -------------- | -------------------- |
| ۱۹۷۰ | باب رافلسون    | پنج بخش آسان         |
| ۱۹۷۱ | استنلی کوبریک  | پرتقال کوکی          |
| ۱۹۷۲ | اینگمار برگمان | فریادها و نجواها     |
| ۱۹۷۳ | فرانسوا تروفو  | روز به جای شب        |
| ۱۹۷۴ | فدریکو فلینی   | آمارکورد             |
| ۱۹۷۵ | رابرت آلتمن    | نشویل                |
| ۱۹۷۶ | آلن جی پاکولا  | همه مردان رئیس جمهور |
| ۱۹۷۷ | وودی آلن *     | آنی هال              |
| ۱۹۷۸ | ترنس مالیک     | روزهای بهشت          |
| ۱۹۷۹ | وودی آلن       | منهتن                |

### دههٔ ۱۹۸۰
| سال  | برنده          | فیلم                      |
| ---- | -------------- | ------------------------- |
| ۱۹۸۰ | جاناتان دمی    | ملوین و هاوارد            |
| ۱۹۸۱ | سیدنی لومت     | شاهزاده شهر               |
| ۱۹۸۲ | سیدنی پولاک    | توتسی                     |
| ۱۹۸۳ | اینگمار برگمان | فانی و الکساندر           |
| ۱۹۸۴ | دیوید لین      | گذرگاهی به هند            |
| ۱۹۸۵ | جان هیوستون    | شرف خانواده پریتزی        |
| ۱۹۸۶ | وودی آلن       | هانا و خواهرانش           |
| ۱۹۸۷ | جیمز ال. بروکس | اخبار تلویزیون            |
| ۱۹۸۸ | کریس منجس      | A World Apart             |
| ۱۹۸۹ | پل مازورسکی    | دشمنان، یک داستان عاشقانه |

### دههٔ ۱۹۹۰
| سال  | برنده             | فیلم            |
| ---- | ----------------- | --------------- |
| ۱۹۹۰ | مارتین اسکورسیزی  | رفقای خوب       |
| ۱۹۹۱ | جاناتان دمی *     | سکوت بره‌ها      |
| ۱۹۹۲ | رابرت آلتمن       | بازیگر          |
| ۱۹۹۳ | جین کمپیون        | پیانو           |
| ۱۹۹۴ | کوئنتین تارانتینو | داستان عامه‌پسند |
| ۱۹۹۵ | انگ لی            | عقل و احساس     |
| ۱۹۹۶ | لارس فون تریر     | شکستن امواج     |
| ۱۹۹۷ | کرتیس هنسن        | محرمانه لس‌آنجلس |
| ۱۹۹۸ | ترنس مالیک        | خط باریک سرخ    |
| ۱۹۹۹ | مایک لی           | وارونه          |

### دههٔ ۲۰۰۰
| سال  | برنده              | فیلم                    |
| ---- | ------------------ | ----------------------- |
| ۲۰۰۰ | استیون سودربرگ *   | ارین براکویچ            |
| ۲۰۰۰ | استیون سودربرگ *   | قاچاق                   |
| ۲۰۰۱ | رابرت آلتمن        | گاسفورد پارک            |
| ۲۰۰۲ | تاد هینز           | دور از بهشت             |
| ۲۰۰۳ | سوفیا کوپولا       | گمشده در ترجمه          |
| ۲۰۰۴ | کلینت ایستوود *    | دختر میلیون دلاری       |
| ۲۰۰۵ | انگ لی *           | کوهستان بروکبک          |
| ۲۰۰۶ | مارتین اسکورسیزی * | رفتگان                  |
| ۲۰۰۷ | برادران کوئن *     | جایی برای پیرمردها نیست |
| ۲۰۰۸ | مایک لی            | بی غم                   |
| ۲۰۰۹ | کاترین بیگلو *     | مهلکه                   |

### دههٔ ۲۰۱۰
| سال  | برنده           | فیلم                  |
| ---- | --------------- | --------------------- |
| ۲۰۱۰ | دیوید فینچر     | شبکه اجتماعی          |
| ۲۰۱۱ | میشل آزاناویسوس | آرتیست                |
| ۲۰۱۲ | کاترین بیگلو    | سی دقیقه پس از نیمه‌شب |
| ۲۰۱۳ | استیو مک‌کوئین   | ۱۲ سال بردگی          |
| ۲۰۱۴ | ریچارد لینکلیتر | پسرانگی               |
| ۲۰۱۵ | تاد هینز        | کارول                 |
| ۲۰۱۶ | بری جنکینز      | مهتاب                 |
| ۲۰۱۷ | شان بیکر        | پروژه فلوریدا         |
| ۲۰۱۸ | آلفونسو کوارون  | رما                   |
| ۲۰۱۹ | برادران سفدی    | جواهرات تراش‌نخورده    |

### دههٔ ۲۰۲۰
| سال  | برنده            | فیلم               |
| ---- | ---------------- | ------------------ |
| ۲۰۲۰ | کلویی ژائو       | سرزمین خانه‌به‌دوش‌ها |
| ۲۰۲۱ | جین کمپیون       | قدرت سگ            |
| ۲۰۲۲ | اس. اس. راجامولی | آرآرآر             |
| ۲۰۲۳ | کریستوفر نولان   | اوپنهایمر          |
| ۲۰۲۴ | رامل راس         | پسران نیکل         |